# Zdeněk Pospěch

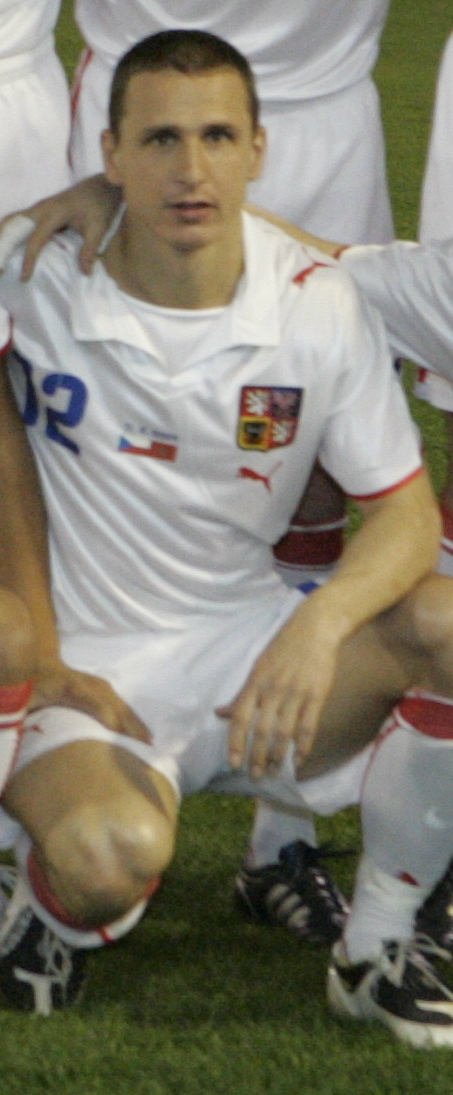
Foto uit 2009

Zdeněk Pospěch (Opava, 14 december 1978) is een Tsjechisch voormalig voetballer.
Pospěch speelde als verdediger acht keer voor Tsjechië en maakte deel uit van de selectie voor Euro 2008.

## Carrière
- 1996-2001  SFC Opava
- 1997-1998 →  FC Dukla Hranice (huur)
- 1998-1999 →  SK Železárny Třinec (huur)
- 1999 →  FC Nová Huť Ostrava (huur)
- 2001-2005  FC Baník Ostrava
- 2005-2007  AC Sparta Praag
- 2008-2011  FC Kopenhagen
- 2011-...  1. FSV Mainz

## Erelijst
FC Kopenhagen
- Deens landskampioen

2009, 2010, 2011